# Przetłok bromolejowy
Przetłok bromolejowy – technika tworzenia artystycznych obrazów fotograficznych, rozwinięcie bromoleju, zaliczana do technik chromianowych pośrednich. Polega ona na tym, iż odbieloną i zgarbowaną odbitkę srebrową pokrywa się farbą olejną (tak jak w bromoleju) z tym, że w następnym etapie niewyschnięty jeszcze obraz przenoszony jest na inny papier za pomocą pras do technik graficznych.
Tę pracochłonną i "szlachetną" technikę stosowali artyści tacy jak Robert Demachy, a w Polsce Jan Bułhak, Wojciech Buyko, Tadeusz Cyprian i Bolesław Gardulski. Wykorzystywał ją także Tadeusz Przypkowski. Po II wojnie światowej wykorzystywana raczej rzadko.